# Bosnien och Hercegovina i olympiska sommarspelen 1996
Bosnien och Hercegovina deltog i de olympiska sommarspelen 1996 med en trupp bestående av nio deltagare, men ingen av landets deltagare erövrade någon medalj.

## Friidrott
Herrarnas maraton
- Islam Djugum — 2:47,38 (→ 107:e plats)

Damernas 10 kilometer gång
- Kada Delić — 48:47 (→ 38:e plats)

## Kanotsport
Herrar
| Samir Karabašić | Herrarnas K-1 slalom | i.u. | i.u. | i.u. | i.u. |  | 196,85 (41:a plats) |